# Banca (Rumunia)
Banca – gmina w Rumunii, w okręgu Vaslui. Obejmuje miejscowości 1 Decembrie, Banca, Gara Banca, Ghermănești, Miclești, Mitoc, Satu Nou, Sălcioara, Sârbi, Stoișești, Strâmtura-Mitoc i Țifu. W 2011 roku liczyła 5389 mieszkańców.